# 艾瑞克·塔巴利
艾瑞克·塔巴利（法語：Éric Tabarly，1931年6月13日—1998年6月13日）出生於法國羅亞爾河地區大區大西洋盧瓦爾省的南特，是法國20世紀著名的航海家，歿於獨自冒險的海難，被發現在愛爾蘭海溺水身亡。

## 生平
他三歲的時候就在父親的帶領下，發現了航海的樂趣。成年後曾經和父親一起參加帆船比賽，然而船隻的狀況不佳，以及需要穩定的收入以維持興趣，因此他加入法國國家海軍。之後他被甄選為海軍的機師，負責駕駛蘭卡斯特轟炸機和PB4Y-2私掠者巡邏機，之後駐紮在法屬印度支那，直到1960年自己申請退伍。
自1964年到1998年，艾瑞克·塔巴利參與過各項帆船比賽，在這過程當中培育了新世代的航海家，如：米歇爾·德喬耶、奧利維爾·德·克索松等人，因為他影響了一整個世代，因此有幾個地方以他為名，留下了紀念意義：
- 新亞奎丹大區吉倫特省的阿卡雄，有個艾瑞克·塔巴利的紀念足跡銅雕。

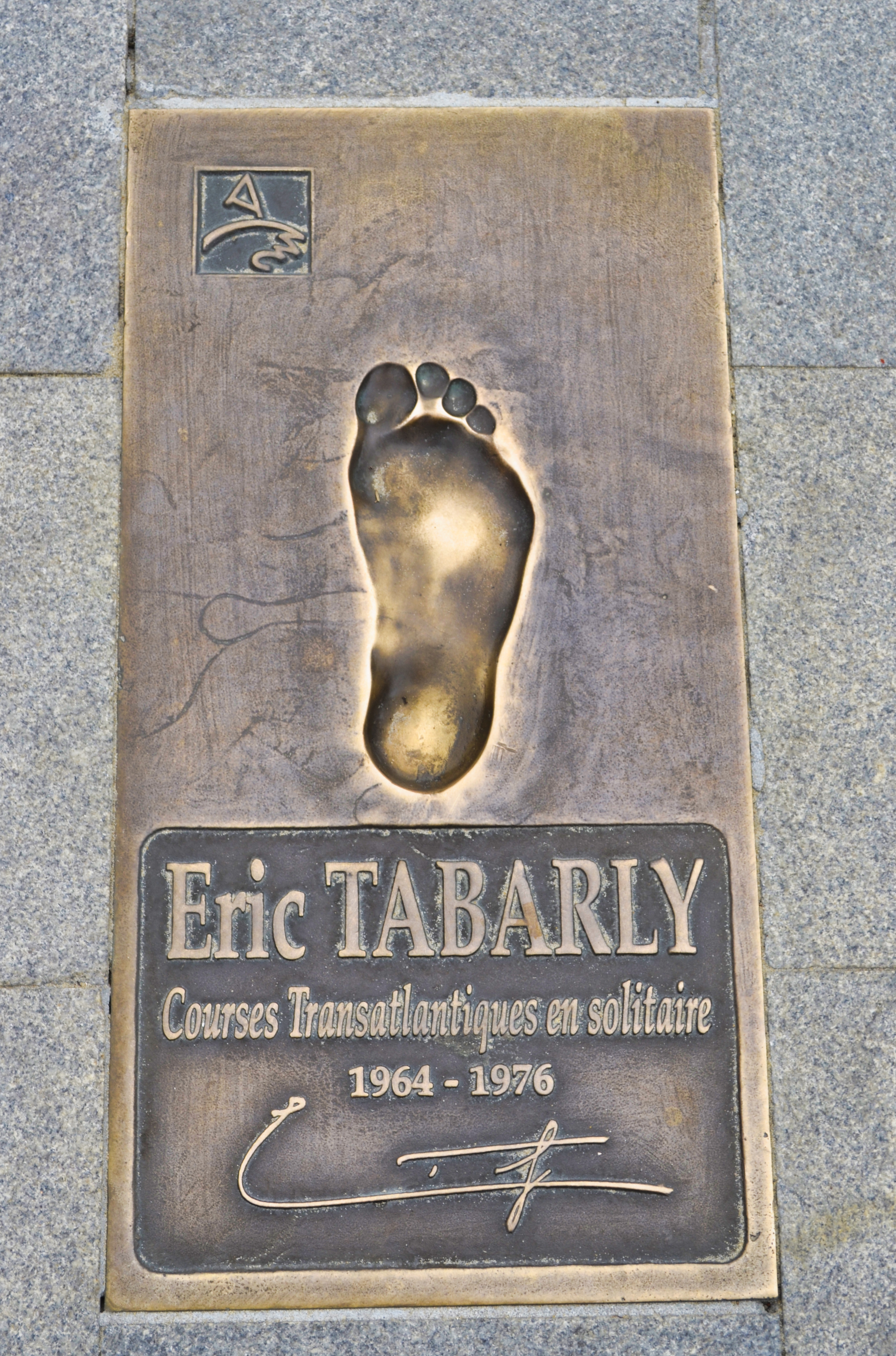
艾瑞克·塔巴利的紀念足跡銅雕

- 布列塔尼大區莫爾比昂省的瓦讷港，有個名為艾瑞克·塔巴利的碼頭。

## 受獎
- 1976年  海事功績勳章
- 1998年  法國榮譽軍團勳章，於死後追晉

## 著作
- 1964年 《Victoire en solitaire》
- 1970年 《De « Pen Duick » en « Pen Duick »》
- 1974年 《Le Tour du monde de Pen Duick VI》
- 1974年 《Mes bateaux et moi》
- 1977年 《Pen Duick VI》
- 1978年 《Guide pratique de la manœuvre》
- 1981年 《L'Atlantique en 10 jours avec》
- 1982年 《Embarque avec Tabarly》
- 1986年 《Apprenez la voile avec》
- 1989年 《Pen Duick》
- 1997年 《Mémoires du large》